# Lake Kununurra
Der Lake Kununurra ist ein Stausee im Nordosten des australischen Bundesstaates Western Australia. Er liegt in der Region Kimberley im Verlauf des Ord River unmittelbar südlich der Stadt Kununurra am Victoria Highway.
Der Stausee wurde 1963 mit dem Bau des Diversion Dam angelegt, um das Ord River Irrigation Scheme (ORIS) mit Wasser zu versorgen. Der See erstreckt sich 55 km vom Diversion Dam flussaufwärts bis zum größeren Lake Argyle bei einer maximalen Breite von 400 m. In der Stadt Kununurra ist er mit der Lily Creek Lagoon verbunden.
Man findet dort Süßwasserkrokodile (Crocodilus johnsoni) und 21 verschiedene Fischarten. Die Einwohner von Kununurra und Touristen nützen den See hauptsächlich zum Fischen und Bootfahren.
Wegen des gleichbleibenden Wasserstandes im See und seinen angrenzenden Feuchtgebieten konnte sich eine reiche Vegetation mit Grünland, Binsen und lichtem Wald entwickeln. Das Feuchtgebietssystem der beiden Stauseen und der Lagune bildet die Lakes Argyle and Kununurra Ramsar Site.

## Vögel
Der Stausee ist wegen seiner Bedeutung für Wildvögel, besonders der Prachtfinken, Teil der Ord Irrigation Area, einer Important Bird Area (IBA) per Definition durch BirdLife International.